# Szachownica Michajłowskiego
Szachownica Michajłowskiego (Fritillaria michailovskyi) – gatunek rośliny z rodziny liliowatych. Pochodzi z gór północno-zachodniej Turcji, jest uprawiany w wielu krajach jako roślina ozdobna. Gatunek ten odkryty został dopiero w 1914 podczas angielskiej wyprawy naukowej.

## Morfologia

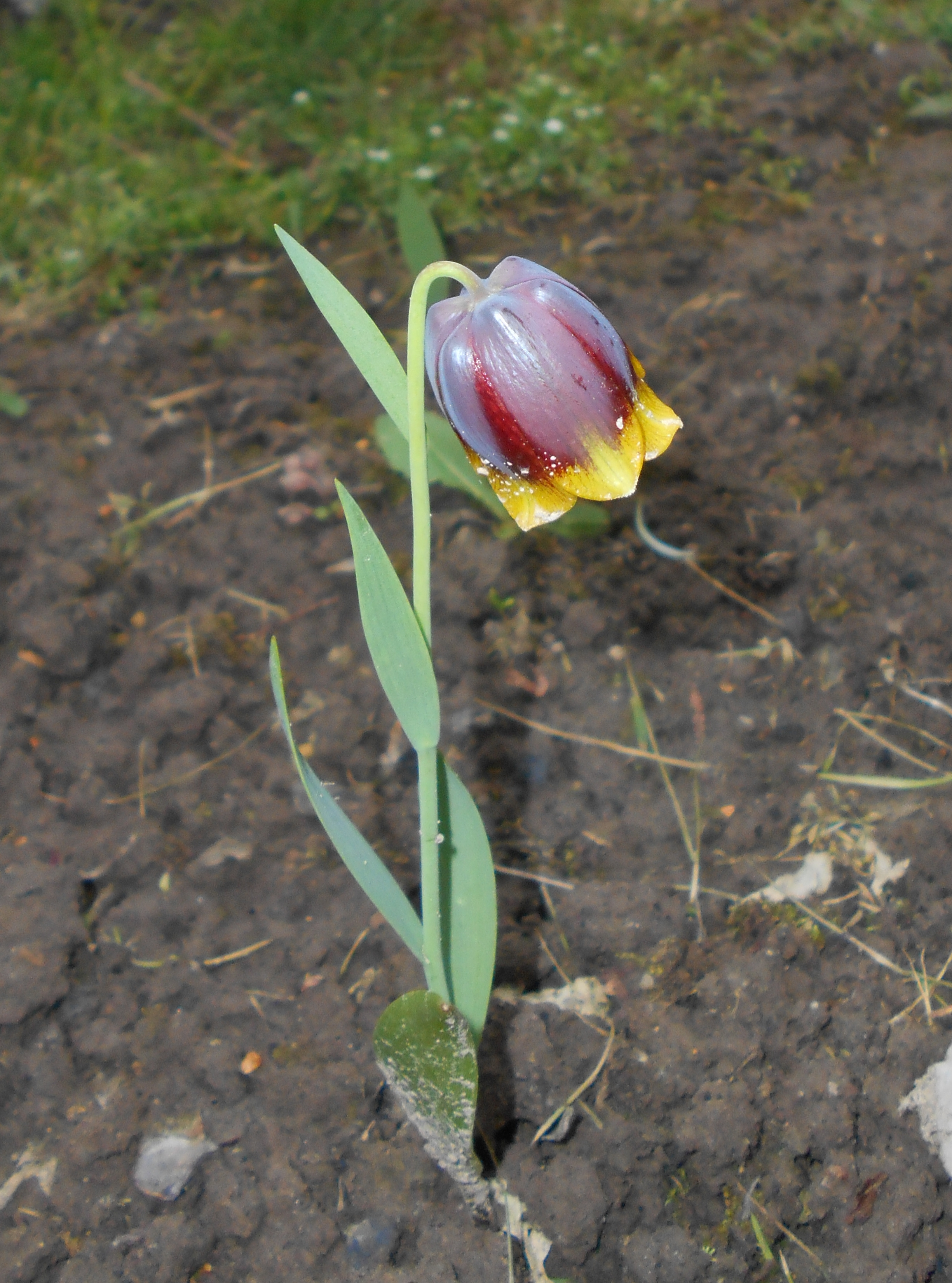
Pokrój

PokrójNiska bylina (wysokość do 20 cm), geofit cebulkowy.
LiścieLancetowate. Ulistnienie w większości naprzemianległe.
KwiatyNa szczycie łodygi latem zakwita kilka dzwonkowatych, zwieszonych kwiatów. Mają ciemnopurpurowy kolor i żółte wierzchołki płatków okwiatu, również wewnętrzna strona kwiatu jest żółta.

## Uprawa
Nadaje się na rabaty. Wymaga żyznej, próchnicznej i przepuszczalnej gleby oraz nieco zacienionego stanowiska . Jest dość mrozoodporna, jednak w czasie bezśnieżnej zimy może przemarznąć, dlatego też należy ją przed zimą okryć. Rozmnaża się przez cebule przybyszowe, które wysadza się do ziemi jesienią. Można również stosować wysiew nasion (jesienią), jednak od wysiewu do zakwitnięcia rośliny mijają 3–4 lata. Przez lato roślinę obficie nawozi się, ale tylko do czasu, gdy nie przekwitnie.